# Blateran
Blateran is een bestuurslaag in het regentschap Bangkalan van de provincie Oost-Java, Indonesië. Blateran telt 1233 inwoners (volkstelling 2010).